# نات ماير شابيرو
نات ماير شابيرو (بالإنجليزية: Nat Mayer Shapiro)‏ هو رسام أمريكي، ولد في 2 يونيو 1919 في نيويورك في الولايات المتحدة، وتوفي في 2 ديسمبر 2005.